# Anniken Krane Plener
Anniken Krane Plener (1990) è un'ex sciatrice alpina norvegese.

## Biografia
Attiva in gare FIS dal dicembre del 2005, la Plener in carriera non esordì in Coppa Europa o in Coppa del Mondo né prese parte a rassegne olimpiche o iridate; si ritirò durante la stagione 2008-2009 e la sua ultima gara fu uno slalom gigante FIS disputato il 4 gennaio a Oppdal, chiuso dalla Plener al 17º posto.

## Palmarès

### Campionati norvegesi
- 2 medaglie:
  - 2 bronzi (discesa libera, combinata[senza fonte] nel 2006)